# 東部突頜魚
東部突領魚（学名：Hybognathus regius）为輻鰭魚綱鯉形目鲤科的其中一種，分布於北美洲加拿大東部及美國東部河流，棲息在河川的深水域或深潭，體長可達12公分。

## 扩展阅读
維基物種上的相關：東部突領魚